# Chicago Outfit

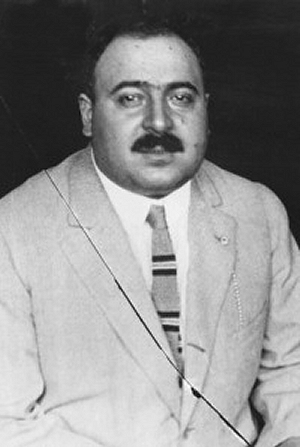
James Colosimo, de oprichter van de Chicago Outfit

De Chicago Outfit is een Amerikaanse maffia-organisatie uit Chicago. Zij heeft een lange en uitgebreide geschiedenis daterend van lang vóór de drooglegging.  The Outfit is de enige zelfstandige Maffia-organisatie die niet wordt gecontroleerd door de "Vijf Families" van La Cosa Nostra uit New York (Bonanno, Colombo, Gambino, Genovese en Lucchese). De invloed van The Outfit reikt - naar men vermoedt - van Chicago tot het Middenwesten van de Verenigde Staten, Las Vegas en delen van Florida. 

## Voor de drooglegging
De vroege jaren van georganiseerde misdaad in Chicago werden gekenmerkt door verschillende straatbendes, The South-Side, The North-Side en The Black Hand uit "Little Italy". Big Jim Colosimo centraliseerde in het begin van de twintigste eeuw de controle over de straatbendes. "Big Jim" was in 1877 geboren in Calabrië en emigreerde in 1895 naar Chicago, waar hij een misdadiger werd. Tegen 1909 kon hij binnendringen in de organisatie van de Zwarte Hand dit mede onder invloed van zijn neef uit New York John "The Fox" Torrio. In 1919 introduceerde Torrio Al Capone. In die tijd hadden Colosimo en Torrio ruzie over het feit of zij hun activiteiten uit dienden te breiden met de smokkel in alcohol. Colosimo was hierop tegen, waarop Torrio in 1920 Frankie Yale opdracht gaf om Colosimo te doden.
"Big Jim" Colosimo bracht de verschillende misdadige activiteiten van Chicago samen, wat een duidelijk effect had op de samenleving van Chicago en de misdaad van Chicago in het bijzonder.

## Torrio en Capone ten tijde van de drooglegging
Toen Torrio in januari 1925 ernstig gewond raakte bij een moordaanslag, keerde Torrio terug naar Italië en gaf de controle van zijn onderneming over aan Capone. Capone had gedurende de drooglegging de controle over de onderwereld van Chicago. Hierbij werden grote hoeveelheden geld binnen gehaald (volgens sommige schattingen verdiende Capone tussen 1925 en 1930 100 miljoen per jaar). Hij was bijna immuun voor vervolging door de intimidatie van getuigen en het omkopen van gemeenteambtenaren.
Capones heerschappij kwam tot zijn einde door de komst van Eliot Ness. Ralph "Bottles" Capone en een aantal andere leden van The Outfit werden ingerekend op grond van belastingfraude. Capone werd in juni 1931 veroordeeld vanwege achterstallige belastingbetaling ($165.000).

## Na de drooglegging
Nadat Al Capone gevangen was gezet kwam Frank "The Enforcer" Nitti aan het hoofd te staan van The Outfit. De activiteiten van The Outfit verlegden zich naar afpersing, woekeren en illegale gokspelen; ze wisten ook binnen te dringen en een belangrijke rol te spelen binnen de Amerikaanse vakbonden. The Outfit verspreidde zijn invloedssfeer tot aan Milwaukee, Madison, Kansas City en met name Hollywood en andere steden in Californië. Door hun invloed binnen de vakbonden wisten ze de grote filmmaatschappijen af te persen.
In de jaren zestig van de twintigste eeuw bereikte The Outfit zijn hoogtepunt onder Tony "Joe Batters" Accardo. Met de hulp van Meyer Lansky gebruikte hij het pensioenfonds van de Teamsters-vakbond om in grote hoeveelheden geld wit te wassen van de casino's van The Outfit, dit met hulp van de vakbondsleider Jimmy Hoffa en Sydney Korshak. De jaren zeventig en tachtig waren een slechte tijd voor The Outfit aangezien de wetshandhaving (die door op de opiniepeiling lettende politici wordt aangespoord) boven op de organisatie zat. De illegale casino's werden verdrongen door de legale casino's. Activiteiten ter vervanging, zoals autodiefstal en het wedden op professionele sportwedstrijden compenseerden de verloren winsten niet.

## The Outfit in de 21ste eeuw
Als het gevolg van een diepgravend onderzoek genaamd "Operation Family Secrets" werden in 2005 veertien maffiosi en andere personen met banden met de maffia beschuldigd van gangsterpraktijken, samenzwering en 18 gevallen van moord.
De vijf belangrijkste beschuldigden waren James "Little Jimmy" Marcello, Frank Calabrese Sr., Joseph "The Clown" Lombardo, Paul "The Indian" Schiro en voormalig politieofficier Anthony Doyle. Twee beschuldigden stierven vóór het proces: de voormalige politieofficier Michael Ricci, en Frank "Gumba" Saladino, die dood was aangetroffen in een hotel. Frank "The German" Schweihs was te ziek om terecht te staan. De zes overige beschuldigden pleitten schuldig, waaronder Calabreses zoon Nick Calabrese, die samenwerkte met de FBI.
De federale rechtszaak begon in Chicago op 21 juni 2007 voor een anonieme jury en eindigde met een veroordeling op 30 augustus 2007.

## Leiders van The Outfit
- 1910–1920 — James "Big Jim" Colosimo (1877–1920)
- 1920–1925 — John "Johnny The Fox" Torrio (1882–1957)
- 1925–1932 — Alphonse "Scarface" Capone (1899–1947)
- 1932–1943 — Frank "The Enforcer" Nitti (1886?–1943)
- 1943–1945 — Paul "The Waiter" Ricca (1897–1972)
- 1945–1956 — Antonino "The Big Tuna" Accardo (1906–1992)
- 1957–1966 — Salvatore "Momo" Giancana (1908–1975)
- 1966–1967 — Samuel "Teets" Battaglia (1908–1973)
- 1967–1969 — John "Jackie the Lackey" Cerone (1914–1996)
- 1969–1971 — Felix "Milwaukee Phil" Alderisio (1912–1971)
- 1971–1973 — Joseph "Joey Doves" Aiuppa (1907–1997)
- 1973–1989 — Joseph "Joe Nagall" Ferriola (1948–1989)
- 1989–1993 — Samuel "Wings" Carlisi (1914–1997)
- 1993–2003 — John "No Nose" DiFronzo (1928–)
- 2003–2007 — James "Little Jimmy" Marcello, (erkend als voorman in 2007)
- 2007–heden— Momenteel[(sinds) wanneer?] wordt het leiderschap gevormd door John "No Nose" DiFronzo (Overleden : 27 mei 2018, River Grove, Illinois, Verenigde Staten) Joseph "The Clown" Lombardo (Overleden: 19 oktober 2019, ADX Florence, Colorado, Verenigde Staten) Joseph "The Builder" Andriacchi, en James "Little Jimmy" Marcello (Het viermanschap wordt The Four Fathers genoemd)